# 11751 Davidcarroll
11751 Davidcarroll eller 1999 NK37 är en asteroid i huvudbältet som upptäcktes den 14 juli 1999 av LINEAR i Socorro County, New Mexico. Den är uppkallad efter David Carroll.